# 大分県立竹田商業高等学校
大分県立竹田商業高等学校（おおいたけんりつたけたしょうぎょうこうとうがっこう）は、かつて大分県竹田市に所在した公立の商業高等学校。

## 概要
学校は国道442号に面しており、仲谷マイクロデバイス竹田工場に隣接していた。
2006年4月に、本校・大分県立三重高等学校、大分県立三重農業高等学校、大分県立緒方工業高等学校の4校を統合した大分県立三重総合高等学校が開校したため、同年から新入生の募集を停止し、在校生が卒業した2年後の2008年をもって閉校となった。現在、本校跡地は2009年8月28日に竹田市大字植木から移転した「竹田市立竹田中学校」になっている。

## 設置学科
- 商業科

## 所在地
- 〒878-0011 大分県竹田市大字会々3423-1